# Quinto Terêncio Culeão
Quinto Terêncio Culeão (em latim: Quintus Terentius Culleo) foi um senador romano da gente Terência nomeado cônsul sufecto em 13 de janeiro de 40 com Caio Lecânio Basso no lugar do próprio imperador Calígula, que se auto-nomeou cônsul sozinho nos primeiros dias do ano. Seu pai, de mesmo nome, foi procônsul da Sicília na época de Augusto.